# Группа 1994
Группа 1994, англ. 1994 Group — коалиция 19 «небольших университетов с интенсивной исследовательской деятельностью» Великобритании. Группа основана в 1994 году, в какой-то мере в противовес основанной ранее в том же году Группе Рассел, объединившей крупнейшие университеты Великобритании. Среди членов Группы 1994 — немало «университетов из листового стекла», получивших университетский статус в 1960-е годы. В «Группу 1994» входила примерно половина из ведущей двадцатки университетов Великобритании. Группа начала распадаться в 2012 году, когда ряд высокоэффективных членов ушли, чтобы присоединиться к Группе Рассела. Группа 1994 года окончательно распалась в ноябре 2013 года.

## Участники
В состав группы входят:
| Название                                      | Место нахождения | Год основания | Год присвоения статуса университета | Вице-канцлер      | Число студентов (2008) | Сайт                                                  |
| --------------------------------------------- | ---------------- | ------------- | ----------------------------------- | ----------------- | ---------------------- | ----------------------------------------------------- |
| Университет Бата                              | Бат              | 1966          | 1966                                | Глинис Брикуэл    | 14 795                 | Архивная копия от 1 января 2016 на Wayback Machine    |
| Бёркбек (Лондонский университет)              | Лондон           | 1823          | 1920                                | Дэвид Лэтчмен     | 19 020                 | Архивная копия от 1 декабря 2021 на Wayback Machine   |
| Даремский университет                         | Дарем            | 1832          | 1832                                | Крис Хиггинс      | 17 320                 | Архивная копия от 21 июля 2002 на Wayback Machine     |
| Университет Восточной Англии                  | Норидж           | 1963          | 1963                                | Эдвард Эктон      | 19 585                 | Архивная копия от 23 мая 2014 на Wayback Machine      |
| Эссекский университет                         | Колчестер        | 1964          | 1964                                | Колин Риордан     | 11 690                 | Архивная копия от 10 декабря 2020 на Wayback Machine  |
| Университет Эксетера                          | Эксетер          | 1855          | 1955                                | Стив Смит         | 14 630                 | Архивная копия от 31 декабря 2015 на Wayback Machine  |
| Голдсмитс (Лондонский университет)            | Лондон           | 1891          | 1904                                | Джеффри Кроссик   | 7 615                  | Архивная копия от 4 июля 2018 на Wayback Machine      |
| Университет Ланкастера                        | Ланкастер        | 1964          | 1964                                | Пол Уэлингс       | 17 615                 | Архивная копия от 12 октября 2020 на Wayback Machine  |
| Университет Лестера                           | Лестер           | 1921          | 1957                                | Роберт Бёрджес    | 16 160                 | Архивная копия от 18 апреля 2007 на Wayback Machine   |
| Институт образования (Лондонский университет) | Лондон           | 1902          | 1932                                | Джефф Уитти       | 7 215                  | Архивная копия от 14 февраля 2016 на Wayback Machine  |
| Квин-Мэри (Лондонский университет)            | Лондон           | 1885          | 1907                                | Саймон Гаскел     | 15 000                 | Архивная копия от 13 декабря 2020 на Wayback Machine  |
| Университет Лафборо                           | Лафборо          | 1909          | 1966                                | Ширли Пирс        | 17 825                 | Архивная копия от 17 сентября 2011 на Wayback Machine |
| Университет Рединга                           | Рединг           | 1892          | 1926                                | Гордон Маршалл    | 22 805                 | Архивная копия от 16 декабря 2018 на Wayback Machine  |
| Ройял-Холлоуэй (Лондонский университет)       | Эгэм             | 1849          | 1900                                | Стивен Хилл       | 7 620                  | Архивная копия от 7 июля 2013 на Wayback Machine      |
| Школа восточных и африканских исследований    | Лондон           | 1916          | 1916                                | Пол Уэбли         | 4 525                  | Архивная копия от 2 декабря 2020 на Wayback Machine   |
| Сент-Эндрюсский университет                   | Сент-Эндрюс      | 1413          | 1413                                | Луиза Ричардсон   | 6 808                  | Архивная копия от 10 сентября 2017 на Wayback Machine |
| Университет Суррея                            | Гилфорд          | 1891          | 1966                                | Кристофер Сноуден | 15 935                 | Архивная копия от 26 марта 2022 на Wayback Machine    |
| Университет Сассекса                          | Брайтон          | 1961          | 1961                                | Майкл Фартинг     | 12 415                 | Архивная копия от 18 декабря 2013 на Wayback Machine  |
| Университет Йорка                             | Йорк             | 1963          | 1963                                | Брайан Кантор     | 12 625                 | Архивная копия от 26 апреля 2009 на Wayback Machine   |

## Бывшие участники
Институт науки и технологии Манчестерского университета, позднее объединившийся с Викторианским университетом Манчестера с образованием Манчестерского университета, входил в состав группы до октября 2004 года.
Лондонская школа экономики и политических наук входила в состав группы 2006 года, а Университет Уорика — до июля 2008 года.

### Иерархия университетов Великобритании
- Старинные университеты
- Университеты из красного кирпича
- Новые университеты

### Межуниверситетские организации
- en:Million+
- Золотой треугольник (университеты)
- en:N8 Group
- en:White Rose University Consortium
- Группа восьми (университеты Австралии)
- en:Group of Thirteen
- en:Innovative Research Universities Australia
- Лига плюща
- en:Universitas 21